# Церска
Церска (на сръбски: Церска) е село в Босна и Херцеговина, разположено в община Власеница, в ентитета на Република Сръбска. Намира се на 353 метра надморска височина. Населението му според преброяването през 2013 г. е 732 души, от тях: 716 (97,81 %) бошняци и 16 (2,18 %) неизвестни.

## Население
Численост на населението според преброяванията през годините:
- 1961 – 685 души
- 1971 – 914 души
- 1981 – 1162 души
- 1991 – 1409 души
- 2013 – 732 души